# Bitwa pod Bornhöved
Bitwa pod Bornhöved – starcie zbrojne, które miało miejsce dnia 22 lipca 1227 w trakcie walk niemiecko-duńskich o Szlezwik. Bitwa zakończyła się zwycięstwem sił koalicyjnych miast niemieckich.
W roku 1227 król Danii Waldemar II Zwycięski zamierzał dokonać inwazji na północne Niemcy. Pod Bornhöved zagrodziła mu drogę armia koalicyjna złożona z wojsk arcybiskupa Bremy Gerarda II oraz Lubeki i Hamburga. Połączoną armią niemiecką dowodził hrabia holsztyński Adolf IV. Bitwa zakończyła się porażką Duńczyków, którzy musieli wyrzec się swych planów.
Wojska niemieckie składały się z 2000 rycerzy, 1000 lekkich rycerzy, 5000 piechoty, 3000-4000 landsknechtów[wymaga weryfikacji?] i łuczników. Wojska duńskie: 3000 rycerzy, 5000 piechoty, 5000 landsknechtów i 1000 łuczników ze Szwecji. Ponadto przed bitwą na stronę książąt niemieckich przeszło około 1000 chłopów z Dithmarschen.
W bitwie Niemcy stracili 3000 ludzi, a około 1000 zostało rannych. Duńczycy stracili 6000 ludzi i około 2000 rannych.

## Bibliografia

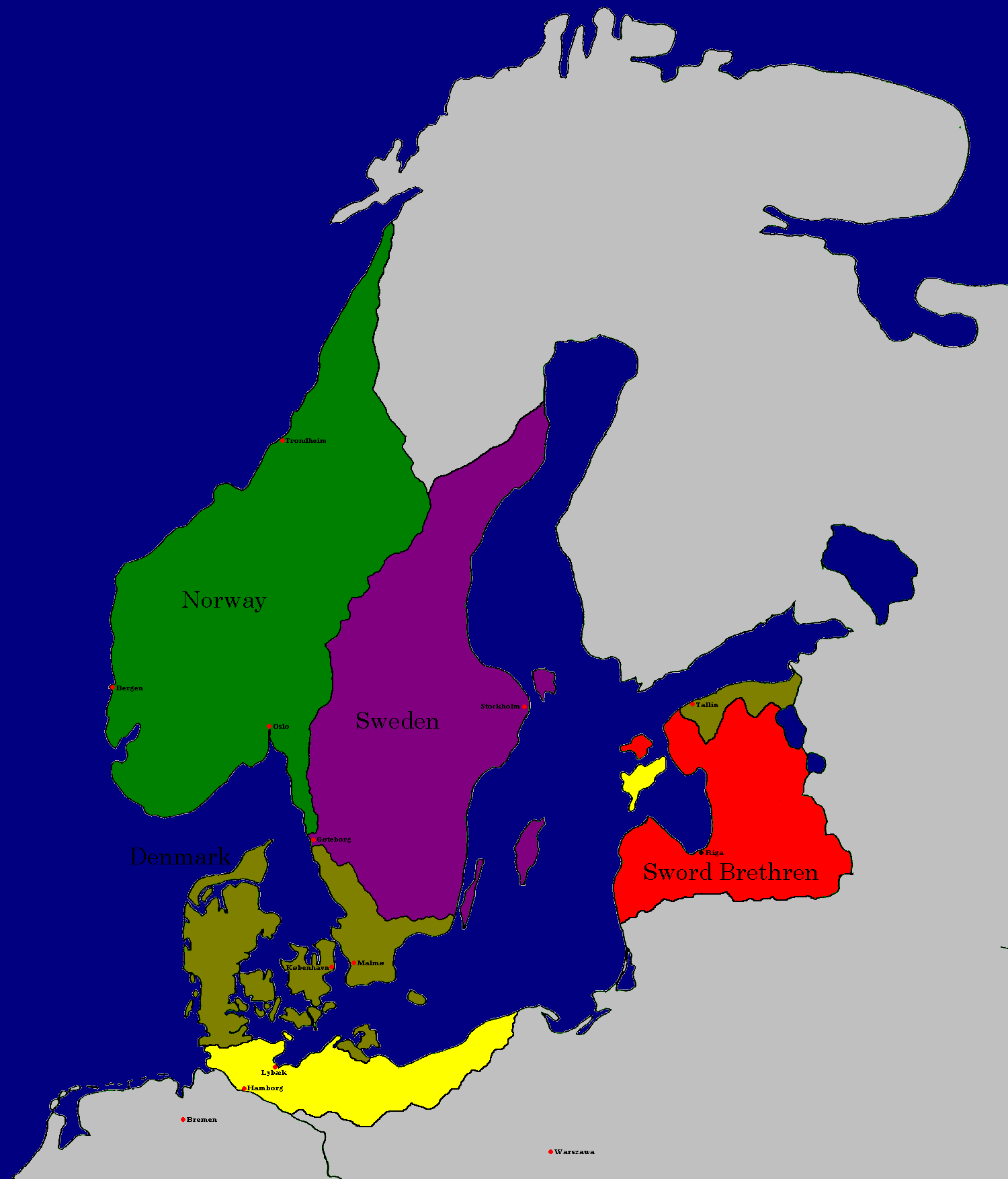
Północna Europa 1219 – posiadłości duńskie na żółto

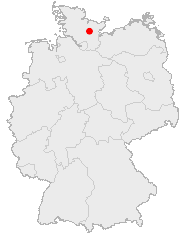
Lokalizacja bitwy